# HD 23127
HD 23127是一颗位于网罟座的恒星，距离地球大约320光年。用肉眼不能观测到它，但用较好的双筒望远镜就容易看到它。

## 恒星
HD 23127是一颗正在进行氢聚变的类太阳G2V光谱型恒星。它的质量是太阳质量的1.13倍。这颗恒星是富金属的，意味着它的金属量[Fe/H]是我们的太阳的两倍。它的年龄比局域恒星大70亿岁，也就是它的演化已进行了超过一半。

## 行星系
2007年2月9日，澳大利亚的奥图尔（O’Toole）用多普勒光谱学发现了一颗公转周期为1214天的类木行星。它的質量下限比木星大37%，轨道的离心率则为44%。它离恒星的距离在1.28至3.30天文单位之间，平均值为2.29天文单位。
| 成員 (依恆星距離) | 质量          | 半長軸 (AU) | 轨道周期 (天) | 離心率      | 傾角 | 半径 |
| ----------------- | ------------- | ----------- | ------------- | ----------- | ---- | ---- |
| b                 | >1.5 ± 0.2 MJ | 2.4 ± 0.3   | 1214 ± 9      | 0.44 ± 0.07 | —    | —    |